# Giải thưởng Làn Sóng Xanh 2014

## Giới thiệu
Làn sóng xanh 2014 là giải thưởng âm nhạc thường niên do Đài Tiếng nói Nhân dân Thành phố Hồ Chí Minh tổ chức lần thứ 17. Thời gian bình chọn từ ngày 20 tháng 10 năm 2014 đến ngày 2 tháng 11 năm 2014 dành cho những ca khúc, ca sĩ lọt vào top trong khoảng thời gian từ 16 tháng 10 năm 2013 đến 12 tháng 10 năm 2014.
Các hạng mục giải thưởng bao gồm:
1. Top 10 bài hát được yêu thích: dành cho nhạc sĩ có bài hát nằm trong bảng xếp hạng hằng tuần của Làn Sóng Xanh 2014 (từ ngày 16/10/2013 đến 12/10/2014). Giải này do khán giả bình chọn.
2. Bài hát hiện tượng: bài hát đoạt giải  là 1 trong top 10 bài hát được yêu thích. Ngoài yếu tố được yêu thích bài hát này còn tạo nên một xu hướng mới, trào lưu mới, hiện tượng mới trong năm. Giải thưởng này nhằm khích lệ các sáng tạo mới, có tính thẩm mỹ cao, không rập khuôn. Giải do BTC trao, có tham khảo ý kiến của Hội đồng chuyên môn.
3. Top 5 ca sĩ được yêu thích – Bảng Vàng (Top Gold): Tiêu chí bình chọn là các ca sĩ có trên 5 năm được bình chọn vào BXH Làn Sóng Xanh hằng tuần, có hoạt động nổi bật về nghề nghiệp, có phong cách sáng tạo riêng, có liveshow riêng, các sản phẩm được đầu tư chỉn chu, có chất lượng, có đạo đức nghề nghiệp, nhiệt tình và trân trọng khán giả.
4. Top 5 ca sĩ được yêu thích - Bảng Top hit: Ca sĩ được yêu thích trên thị trường, hoạt động nghề nghiệp hiệu quả, có bài hit, có lịch biểu diễn đều đặn. Giải do khán giả bình chọn.'
5. Ca sĩ triển vọng: dành cho các ca sĩ trẻ, chưa vào top LSX, không cần phải có bài hát nằm trong top Làn Sóng Xanh hằng tuần nhưng không quá 3 lần nằm trong danh sách đề cử Triển vọng. Giải do Hội đồng Báo chí bình chọn dựa trên đề cử của các thính giả gửi về.'
6. Gương mặt phát hiện: giải này dành cho các gương mặt bước ra từ các cuộc thi âm nhạc, hoặc những gương mặt hoàn toàn mới, có thể chưa có sản phẩm âm nhạc, hoặc chưa có bài hát vào top Làn Sóng Xanh, nhưng đã được giới chuyên môn và khán giả chú ý, đánh giá cao. Từ đề cử của khán giả sẽ chọn ra những gương mặt xuất sắc để Hội đồng chuyên môn bình chọn.'
7. Album của năm: là những album có ít nhất 1 ca khúc có mặt trong bảng xếp hạng tuần Làn Sóng Xanh 2014.
8. Single của năm: là những single có mặt trong BXH tuần của Làn Sóng Xanh 2014
9. Giải Hòa âm phối khí: do BTC trao cho nhạc sĩ hòa âm xuất sắc.
10. Giải của các đơn vị hỗ trợ

## Giải thưởng
| Nhạc sĩ           |
| ----------------- |
| Tiên Cookie       |
| Tú Dưa            |
| Phạm Toàn Thắng   |
| Vũ Cát Tường      |
| Đỗ Hiếu           |
| Nguyễn Hồng Thuận |
| Ái Phương         |
| Phạm Hoàng Duy    |
| Châu Đăng Khoa    |
| Minh Thư          |

| Tên ca sĩ     |
| ------------- |
| Hồ Ngọc Hà    |
| Đàm Vĩnh Hưng |
| Tuấn Hưng     |
| Lệ Quyên      |
| Cẩm Ly        |

| Tên ca sĩ       |
| --------------- |
| Noo Phước Thịnh |
| Đông Nhi        |
| Dương Triệu Vũ  |
| Uyên Linh       |
| Cao Thái Sơn    |

### Đề cử

#### Gương mặt phát hiện
| Đề cử           | Kết quả   |
| --------------- | --------- |
| Hoài Lâm        | Đề cử     |
| Thái Ngân       | Đề cử     |
| OPlus           | Đoạt giải |
| Hòa Minzy       | Đề cử     |
| Trương Thảo Nhi | Đề cử     |
| Hà Vân          | Đề cử     |

#### Nam/ Nữ ca sĩ triển vọng
| Đề cử           | Kết quả   |
| Nam             | Nam       |
| --------------- | --------- |
| Trúc Nhân       | Đoạt giải |
| Trung Quân      | Đề cử     |
| Bùi Anh Tuấn    | Đề cử     |
| Hoàng Tôn       | Đề cử     |
| Nữ              |           |
| Bảo Anh         | Đề cử     |
| Vũ Cát Tường    | Đoạt giải |
| Bích Phương     | Đề cử     |
| Giang Hồng Ngọc | Đề cử     |

#### Single của năm
| Đề cử                             | Kết quả   |
| --------------------------------- | --------- |
| Bốn chữ lắm - Trúc Nhân           | Đề cử     |
| Gạt đi nước mắt - Noo Phước Thịnh | Đoạt giải |
| Mình yêu nhau đi - Bích Phương    | Đề cử     |
| Vết mưa - Vũ Cát Tường            | Đề cử     |
| Nắm lấy tay anh - Tuấn Hưng       | Đề cử     |

#### Album của năm
| Đề cử                           | Kết quả   |
| ------------------------------- | --------- |
| I Wanna Dance - Đông Nhi        | Đề cử     |
| Mối Tình Xưa - Hồ Ngọc Hà       | Đoạt giải |
| Khúc Ca Cho Em - Wanbi Tuấn Anh | Đề cử     |
| Con Tim Dại Khờ - Lệ Quyên      | Đề cử     |

### Các giải thưởng khác
| Giải thưởng                                                         | Đoạt giải                                |
| ------------------------------------------------------------------- | ---------------------------------------- |
| Các giải thưởng khác                                                |                                          |
| Gương mặt phát hiện                                                 | OPlus                                    |
| Nam/Nữ ca sĩ triển vọng                                             | • Trúc Nhân • Vũ Cát Tường               |
| Album của năm                                                       | Mối tình xưa - Hồ Ngọc Hà                |
| Đĩa đơn của năm                                                     | "Gạt đi nước mắt" - Noo Phước Thịnh      |
| Giải hòa âm phối khí                                                | Nguyễn Duy Anh với ca khúc "Bốn chữ lắm" |
| Bài hát hiện tượng                                                  | "Bốn chữ lắm" - Phạm Toàn Thắng          |
| Giải của các đơn vị hỗ trợ                                          |                                          |
| MV được xem nhiều nhất (phát qua hệ thống pops trên YouTube)        | "Nắm lấy tay anh" - Tuấn Hưng            |
| Bài hát có lượt nghe nhiều nhất (trên trang nhạc số nhaccuatui.com) | "Thật lòng anh xin lỗi" - Wanbi Tuấn Anh |
| Bài hát thu tiền tác quyền nhiều nhất                               | "Hát cho người tình nhớ" - Cẩm Ly        |